# Ante Stamać
Ante Stamać (otok Molat, 9. listopada 1939. – Zagreb, 30. studenoga 2016.), hrvatski pjesnik i akademik HAZU, teoretičar književnosti, bio je redovitim profesorom na Odsjeku za hrvatski jezik i književnost na Filozofskom fakultetu u Zagrebu; esejist i prevoditelj. U dva navrata bio je predsjednik Hrvatskoga filološkog društva (1981. – 1984. te 1991. – 1992.) i predsjednik Društva hrvatskih književnika u dva mandata od 1995. do 1999. Od 2011. do 2014. bio je tajnik Razreda za književnost Hrvatske akademije znanosti i umjetnosti i član Predsjedništva HAZU. Bio je urednik časopisa: „Razlog“ (1966. – 1968.), „Telegram“ (1968. – 1971.), „Most/The Bridge“ (1972. – 1977.), „Croatica“ (glavni i odgovorni urednik 1989. – 2001., kada je časopis obustavljen), „Umjetnost riječi“ (1981. - ?), „Republika“ (2002. – 2016.), voditelj Zagrebačkih književnih razgovora Društva hrvatskih književnika, voditelj uredništva edicije Matice hrvatske Stoljeća hrvatske književnosti (2010. – 2016.).

## Životopis
Ante Stamać, pjesnik, teoretik književnosti, esejisti i prevoditelj, violinist, sveučilišni profesor i akademik HAZU rođen je 9. listopada 1939. na otoku Molatu u obitelji gimnazijskih profesora, filologa. Otac Viktor bio je profesor francuskoga i latinskoga jezika, a majka Miroslava profesorica engleskoga i njemačkoga. Kako su se roditelji zbog profesorske službe selili, tako je i djetinjstvo provedeno u Dubrovniku, Križevcima, Daruvaru, Molatu i Zadru. Gimnaziju i srednju glazbenu školu (s violinom kao glavnim predmetom) polazio je u Zadru i Zagrebu. 1957. godine isključen je iz svih škola tadašnje države SFRJ, stigmatiziran zbog hrvatstva, osuđen na sedam mjeseci zatvora zajedno sa skupinom zadarskih gimnazijalaca te poslan na Goli otok na kojemu je izdržao kaznu. 1958. i 1959. privatno završava sedmi i osmi razred gimnazije, te je maturirao u Zagrebu na I. gimnaziji 1959. godine. Diplomiravši 1963. na Filozofskom fakultetu Sveučilišta u Zagrebu komparativnu književnost i engleski jezik, magistrirao je na istom fakultetu komparatističkom radnjom o Tinu Ujeviću 1970. te doktorirao disertacijom o teoriji metafore 1978. godine. Između 1963. i 1969. godine studirao je muzikologiju i povijest umjetnosti u Ljubljani, te filozofiju i germanistiku u Beču. Nakon diplomiranja 1963. bio je zaposlen kao violinist u Operi Hrvatskoga narodnog kazališta, te kao glazbeni urednik Muzičkog salona Studentskog centra, kojemu je bio i utemeljitelj. Godine 1971. izabran je za znanstvenoga asistenta na Katedri za teoriju književnosti Odsjeka za kroatistiku Filozofskoga fakulteta Sveučilišta u Zagrebu, gdje je radio do umirovljenja 30. prosinca 2003. godine. Uvijek je s ponosom isticao da je bio asistent i nasljednik na katedri svome učitelju i prijatelju karizmatičnom pjesniku Juri Kaštelanu. Od 1978. godine je docent, pa izvanredni profesor i voditelj iste Katedre, da bi 1989. bio izabran za redovnog profesora. Kao znanstveni savjetnik i profesor u trajnom zvanju umirovljen je 2004. godine. Od 2002. redovni je član Hrvatske akademije znanosti i umjetnosti. Između 2004. i 2014. godine obnašao je funkciju tajnika Razreda za književnost HAZU te je bio član Predsjedništva HAZU. U Matici hrvatskoj bio je njezin aktivni član, književni tajnik Odjela za književnost te potpredsjednik Matice hrvatske (2010. – 2014.). Bio je 1969. stipendist Herderove zaklade u Beču (na prijedlog akademika Marijana Matkovića), te stipendist znamenite Humboldtove zaklade 1977./78. godine u tadašnjem Zapadnom Berlinu i Gӧttingenu. Mentori su mu bili poznati njemački pjesnik i teoretik književnosti Walter Hӧllerer te ugledni slavist i komparatist, danas dopisni član HAZU, Reinhard Lauer. Akademik Stamać bio je 1989. i 1990. godine gostujući profesor na Sveučilištu u Oldenburgu. Održao je brojna predavanja na njemačkim sveučilištima, a kao sveučilišni i književni predavač gostovao je i u brojnim drugim europskim zemljama, uključivši i SAD. U dva navrata bio je predsjednik Hrvatskoga filološkog društva (1981. – 1984. te 1991. – 1992.), predsjednik Društva hrvatskih književnika (1995. – 1999.). U Matici hrvatskoj obnašao je dužnost dopredsjednika (2012. – 2014.). Bio je urednik časopisa: „Razlog“ (1966. – 1968.), „Telegram“ (1968. – 1971.), „Most/The Bridge“ (1972. – 1977.), „Croatica“ (glavni i odgovorni urednik 1989. – 2001., kada je časopis obustavljen), „Umjetnost riječi“ (1981. - ?), „Republika“ (2002. – 2016.), voditelj Zagrebačkih književnih razgovora Društva hrvatskih književnika, voditelj uredništva edicije Matice hrvatske Stoljeća hrvatske književnosti (2010. – 2016.).

## Književni rad
Pisao je pjesme, eseje, sastavljao je zbirke i prevodio njemačke klasike (Goethea, Nietzschea, Rilkea, Hoffmanstahla), Joycea i ine. Napisao je i djela književnoznanstvene misli koja su znatno pridonijela oblikovanju hrvatske znanosti o književnosti (Hocke, Friedrich, Jakobson, Huizinga, Halle, Nietzsche, Noth, Hjelmslev, Steiger i dr.).
U jednom svom govoru je istaknuo da su na njegov književni rad utjecali Šime Dunatov, Marijan Matković i Jure Kaštelan.
Na hrvatski jezik prevodi i pjesme s makedonskog jezika. Tako je preveo i neke pjesme makedonskog pjesnika Konstantina Miladinova.

## Nagrade
- Orden Red danice Hrvatske s likom Marka Marulića, odlukom dr. Franje Tuđmana, 29. svibnja 1995. godine;
- Godišnja „Nagrada Vladimir Nazor“ za 1995. godinu, Zagreb, 1996.;
- Godišnja nagrada INA-e za promicanje hrvatske kulture u svijetu za 1995. godinu, za Antologiju hrvatske ratne lirike U ovom strašnom času, Zagreb, 1996. godine;
- Godišnja „Nagrada Iso Velikanović“ za 2006. godinu, za prijevod Fausta W. von Goethea, 2007. godina;
- Književna nagrada "Kiklop" Pula, 2007., za prijevod godine, Faust J.W.Goethea;
- plaketa "Dobrojutro, more" 2007.
- „Nagrada Grada Zagreba za 2007. godinu, Zagreb, 2008.;
- nagrada "Tin Ujević" 2007. za zbirku pjesama "Vrijeme, vrijeme"
- Povelja "Visoka žuta žita" za sveukupni opus i cjeloviti doprinos hrvatskoj književnosti 2007. na Pjesničkim susretima u Drenovcima
- Nagrada Grada Zadra za životno djelo, Zadar, 2010. godine;
- nagrada "Antun Branko Šimić" 2011. za knjigu Sabrane pjesme[4]
- Maslinov vijenac (poeta oliveatus), Croatia rediviva, Selca na otoku Braču, 2012.

## Djela

### Pjesme
- Rasap, 1962.
- Sa svijetom jedno, 1965.
- Doba prisjećanja, 1968.
- Smjer, 1968.
- Dešifriranje vage, 1972.
- Odronske poredbe, 1982.
- Žalostinke, 1991.
- Crnerupe, mračni soneti, 1995.
- Izabrane pjesme, 1997.
- Zvonki moteti, 2004.
- Molat (pjesnička monografija s Tomislavom Marijanom Bilosnićem), 2006.
- "Vrijeme, vrijeme", 2007.
- Your and My Signs, 2008.

Neka njegova djela u svojoj je antologiji Żywe źródła iz 1996. s hrvatskog na poljski prevela poljska književnica i prevoditeljica Łucja Danielewska.

### Znanstveni radovi iz područja književnosti
- Ujević, 1971.
- Slikovno i pojmovno pjesništvo, 1977.
- Teorija metafore, 1978., 1983.
- Kritika ili teorija?, 1983.
- Suvremeno hrvatsko pjesništvo, zbornik, 1988.
- Passim, 1989.
- Uvod u književnost (sa Zdenkom Škrebom), 1983., 1986., 1998.
- Ranjivi opis sustava, 1996.
- Pjesnici druge moderne, 1996.
- Tema Mihalić, 1996.
- Rasprave i eseji o hrvatskoj književnosti, 1997.
- Pogled unatrag, 1999.
- Tema Kaštelan, 2003.
- Zapravo, Šoljan, 2004.
- Obnovljeni Ujević, 2005.
- Germanica & anglica, 2007.
- prošireno izdanje Tema Kaštelan, 2009.
- Tragovi, otisci i lica, 2009.
- Književnoteorijski fragmenti, 2012.

### Eseji
- Ogledi, 1980.
- Književni život, 1993.
- Na prijelazu, 1996.
- Vrijednosti, pogledi i ogledi 1998.
- Moje motrište, 2006.
- Prolazne postaje, autobiografski zapisi objavljeni u Zadarskoj smotri 2010., 2011., 2012.
- Predgovori/Pogovori, 2013.

### Skupne knjige
- Nova evropska kritika, I-III, 1968., 1969., 1972.
- Arhajski torzo (divot-izdanje djela R. M. Rilkea, 1985.)
- U ovom strašnom času, 1993., 1995.
- Lirika Velikog petka, 1998.
- Poezija i proza Rainera Marie Rilkea, 2001.
- Antologija hrvatskoga pjesništva, od davnina pa do naših dana, 2007.

### Prijevodi; književnost
Koautorstvo s Trudom Stamać:
- Rainer Maria Rilke, Soneti Orfeju, 1969.
- Gottfried Benn, Statičke pjesme, 1970.
- Günter Grass, Lumbur, 1979.
- Friedrich Schiller, Razbojnici, 1996.
- Novalis, Himne noći; Fragmenti, 1998.

Autorski prijevodi Ante Stamaća:
- Kurt Pahlen, Djeca svijeta i njihove pjesme: 49 pjesama iz 24 zemlje, 1981.
- Bertolt Brecht, Dramski tekstovi, (15 drama), 1989.
- John Webster, Vojvotkinja Malfeška, 1989.
- James Joyce, Komorna glazba, 1990.
- Hugo von Hofmannstal, Svatković, 1993.
- Bertolt Brecht, Majka Courage i njezina djeca, 1997., 2015.
- James Joyce, Pjesme, 1998.
- Samuel Beckett, Beznina / Martin Esslin, Uvod u Bezninu, 2000.
- James Joyce, Prognanici, 2001.
- Rainer Maria Rilke, Poezija i proza, 2001.
- Beaumont & Fletcher, Vitez goručeg tučka 2005.
- Johann Wolfgang von Goethe, Faust, I. i II. dio, 2006.
- Mildred Clary, Mozart svjetlo Božje, 2006.
- grof Janko Drašković, Riječ veledušnim kćerima Ilirije o starijoj povijesti i o najnovijem preporodu književnosti njihove domovine, 2007.
- Dora Pejačević, Popijevke, 2009.
- Hans Blumenberg, Brodolom naočigled promatraču, 2016.

### Prijevodi; znanost o književnosti i filozofija
Koautorstvo s Trudom Stamać:
- Hugo Friedrich, Struktura moderne lirike, 1969., 1989.
- Johann Huizinga, Homo ludens, 1969.,1992.

Autorski prijevodi Ante Stamaća:
- Louis Hjelmslev, Prologomena teoriji jezika, 1980.
- Gustav René Hocke, Manirizam u književnosti, 1984.
- Roman Jakobson & Morris Halle, Temelji jezika, 1988.
- Friedrich Nietzsche, Volja za moć, 1988., 2006.
- Emil Stiager, Temeljni pojmovi poetike, 1990.
- Rene Girard, Mimezis i nasilje, 2003.
- Winfried Nӧth, Priručnik semiotike, 2004.
- Winfried Nӧth, O prostornom predstavljanju drugoga u kulturi, 2005.
- Friedrich Nietzsche, Nietzsche contra Wagnera, 2005.
- Gergard Ochs, Sedam pjesama, 2006.
- Hans Küng, Povijest Katoličke crkeve, 2009.
- John Elsom, Jezik, urotništvo i globalizacija, 2009.
- Martin Heidegger, Stavak o identitetu, 2009.
- Wilhelm von Humboldt, O raznolikosti gradbe ljudskih jezika i o njezinu utjecaju na razvoj ljudskoga roda, 2010.
- Karl Jaspers, Filozofija religije, 2011.
- Karl Jaspers, Opća psihopatologija,

#### Životopis
[neaktivna poveznica]

#### Djela
http://antestamac.hr/djela  Arhivirana inačica izvorne stranice od 23. studenoga 2018. (Wayback Machine)

## Vanjske poveznice
- Književna večer u Zadarskom klubu  Arhivirana inačica izvorne stranice od 18. kolovoza 2007. (Wayback Machine)
- http://www.knjiznica-drenovci.hr/pjesnicki-susreti-2007/
- http://info.hazu.hr/hr/clanovi_akademije/osobne_stranice/stamach
- http://www.antestamac.hr/  Arhivirana inačica izvorne stranice od 22. studenoga 2018. (Wayback Machine)